# Бохумський дзвін

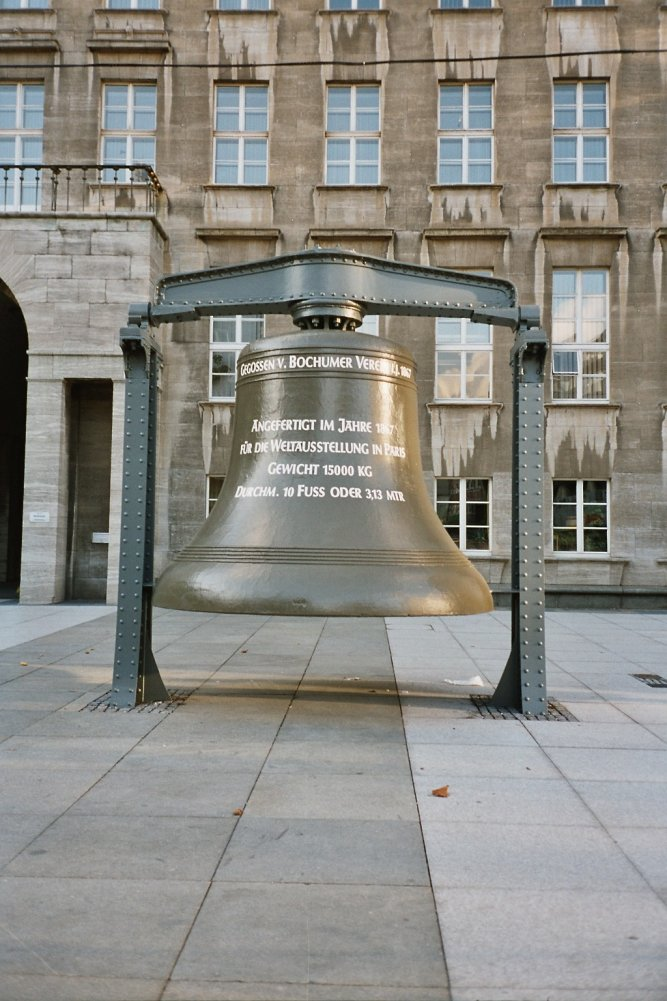
фото

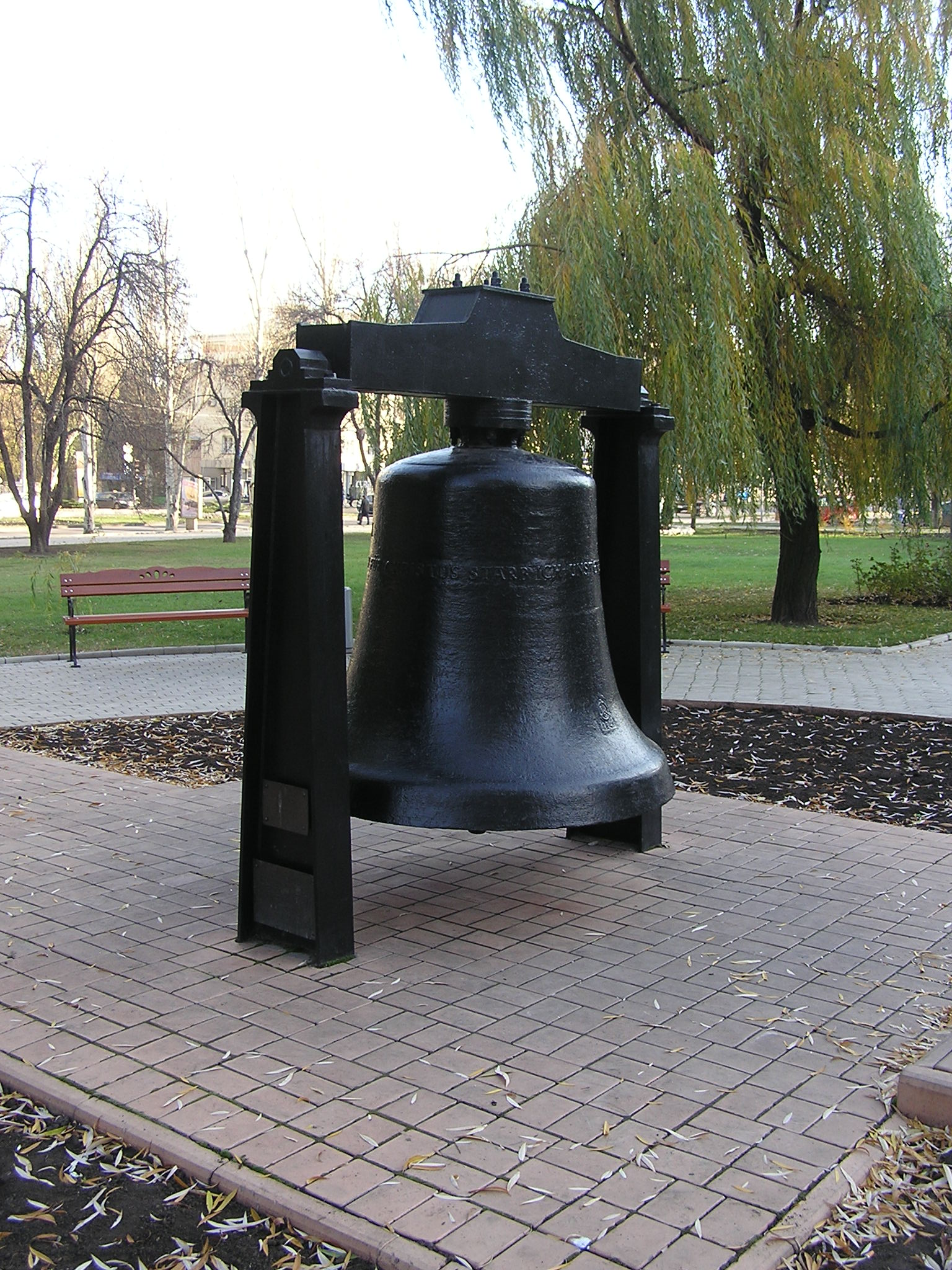
Копія дзвону в Донецьку

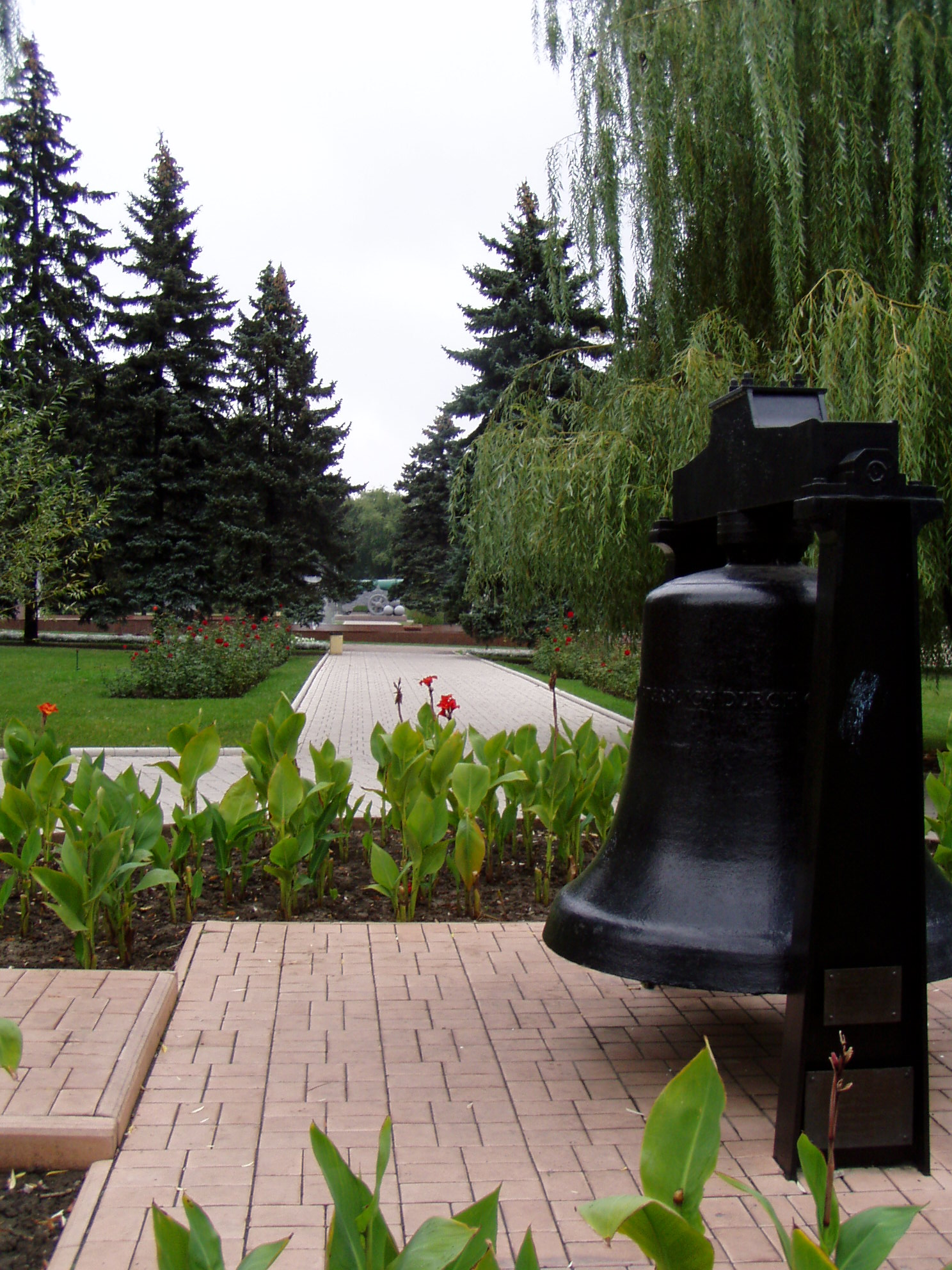
Копія дзвону в Донецьку

Бохумський дзвін — дзвін у місті Бохумі, у землі Північний Рейн-Вестфалія (Німеччина), встановлений на міський ратуші.
Був виготовлений в 1851 році майстром Якобом Маєром у спосіб фасонного сталевого лиття на металургійному підприємстві «Бохумер ферайн фюр бергбау унд Гус штальфабрикаціон». Руду для виготовлення дзвона добували відразу, у Бохумі.
Це один із трьох Дзвонів Якоба Маєра, які брали участь у Всесвітній виставці 1867 року в Парижі й ставших її сенсацією. За дзвони фабрика одержала одну з п'яти більших почесних медалей.
Сталеливарний промисловець Альфред Крупп із сусіднього міста Ессену, головний конкурент Якоба Маєра одержав спеціальний випуск журналу «Monde Industriel», де було розказано про дзвони з виставки. Одночасно із цим він одержав звістки, що один з його експонатів на виставці проломив підлогу й провалився в підвал. Після цього з ним трапився нервовий припадок.
Крупп став змагатися за першість Якоба Маєра в області фасонного сталевого лиття. Він стверджував, що дзвін був зроблений з чавуна, а не з сталі і не могли б бути відлиті повторно при перевірці.
Крупп поширив в Ессене слух, що секрет виготовлення лиття сталі Якобу Маєру передали робітники, яких переманили в Круппа.

З ініціативи Круппа й за його гроші була зроблена перевірка. На перевірку Крупп виділив 2100 франків. Він давав вказівки своїм повірникам у Парижі домагатися його інтересів через гроші й зв'язки: 
|  | Не жалуйте добрих слів і грошей, щоб завести друзів, які допоможуть вам. Будьте максимально підлесливі по відношенню до прусских, як і до французьких чиновників. |

Однак експертиза по аналізі матеріалу з якого були відлиті бохумскі дзвони підтвердила правоту Якоба Маєра. Сучасні дані теж підтверджують першість Маєра — лита сталь уперше була отримана в Бохумі в 1844 році, коли вона ще не була відома Круппу.
Німецькі газети виділяли цілі стовпчики для публікацій про позов між Круппом і Маєром. У Бохумі після закінчення експертизи вийшов спеціальний випуск газети «Меркишер шпрехер» у якому повідомлялося про перемогу Маєра.

## Донецька копія
У 1997 р. копія дзвону (відлита в 1949 р.) була подарована місту-побратиму Бохума — Донецьку. Копія встановлена у Ворошиловському районі Донецька біля будинку адміністрації донецької міської ради.

На дзвоні надпис німецькою: 
|  | BLASiUS HEISS ICH STERBLICH FUR CHRISTUS STARB ICH + UNSTERBLICH DURCH CHRISTUS LEB ICH |

Донецька копія в десять разів менше оригіналу.